# Distretto di Pueblo Nuevo (La Libertad)
Il distretto di Pueblo Nuevo è uno dei tre  distretti della provincia di Chepén, in Perù. Si trova nella regione di La Libertad e si estende su una superficie di  271,16 chilometri quadrati.